# Châtillon-en-Michaille
Châtillon-en-Michaille è un ex comune francese di 3 183 abitanti situato nel dipartimento dell'Ain della regione dell'Alvernia-Rodano-Alpi. Dal 1º gennaio 2019 è accorpato ai comuni di Bellegarde-sur-Valserine e di Lancrans, formando il nuovo comune di Valserhône e diventandone comune delegato. Il suo territorio è bagnato dal fiume Valserine.

## Società

### Evoluzione demografica
Abitanti censiti